# Combretum incertum
Combretum incertum là một loài thực vật có hoa trong họ Trâm bầu. Loài này được Hand.-Mazz. mô tả khoa học đầu tiên năm 1933.